# José da Silva (strzelec)
José Rodrigues da Silva  (ur. 19 listopada 1914, zm. 19 stycznia 2001) – portugalski strzelec, olimpijczyk.
Wystąpił na Letnich Igrzyskach Olimpijskich 1948 w jednej konkurencji, którą był karabin małokalibrowy leżąc z 50 m. Zajął w niej 66. pozycję wśród 71 startujących strzelców. 

## Wyniki

### Igrzyska olimpijskie
| Igrzyska    | Konkurencja                       | Wynik                        | Miejsce | Źródło |
| ----------- | --------------------------------- | ---------------------------- | ------- | ------ |
| Londyn 1948 | Karabin małokalibrowy leżąc, 50 m | 570 pkt. (98–92–96–96–93–95) | 66      | [ 2 ]  |